# Rise (musikalbum)
Rise är det tionde studioalbumet av den finländska rockgruppen The Rasmus, utgivet den 23 september 2022 på Playground Music. Det producerades huvudsakligen av Jon "Joshua" Schumann men även Desmond Child producerade några av de sista låtarna som skrevs till albumet, däribland titelspåret och Eurovision-bidraget "Jezebel". Efter inspelningen av Rise lämnade bandets originalgitarrist Pauli Rantasalmi och ersattes av Emilia Suhonen, som bland annat syns på skivomslaget och i musikvideorna.

## Bakgrund
Efter 2017 års album Dark Matters och den fristående singeln "Holy Grail" (2018) inleddes arbetet med The Rasmus tionde album.

## Inspelning och produktion

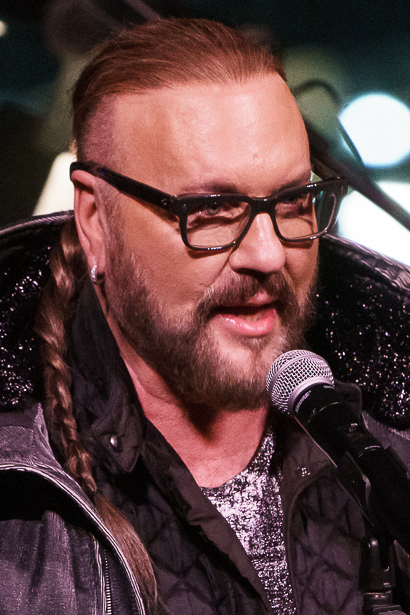
Desmond Child producerade tre av albumets låtar.

### Joshua
Från början hade bandet tänkt spela in det nya albumet i en studio i Eastbourne, som ett försök att stärka relationen mellan medlemmarna vilken hade försämrats under den senaste tiden. De bokade även en villa i Spanien för deras låtskrivande men hann bara besöka den två gånger innan Covid-19-pandemin kom. Detta ledde till att bandet inte kunde samlas gemensamt utan istället fick spela in och skicka sina delar till varandra över Internet. Enligt sångaren Lauri Ylönen var detta ett väldigt svårt och tidskrävande sätt att arbeta på, något som nästan kunde ha splittrat hela bandet. De arbetade tillsammans med producenten Jon "Joshua" Schumann, som i albumkonvolutet tackar bandet för ett starkt samarbete från fem olika tidszoner. Från den tidiga delen av inspelningsprocessen släpptes två fristående singlar under 2021: "Bones" den 14 maj, följt av "Venomous Moon" den 3 september, den sistnämnda i samarbete med bandet Apocalyptica under produktion av Martin Hansen.

### Desmond Child
När Covid-19-pandemin var över inledde gruppen ett samarbete med den amerikanska producenten Desmond Child, som de tidigare hade arbetat med på Black Roses (2008), för att producera vad som kom att bli albumets tre sista låtar. Bakgrunden till detta var att bandet ville ställa upp i Tävlingen för ny musik (Finlands motsvarighet till Melodifestivalen) och ansåg att Child kunde hjälpa dem att skriva en passande hitlåt, som senare fick namnet "Jezebel". Child berättade: "Lauri ringer mig och säger 'Hej, jag måste skriva den största, bästa låten i hela världen, någonsin. Kan du göra det [med mig]?' och jag sa 'Ja men jag är i Folegandros (Grekland)' och han säger, 'Jag kommer dit direkt'. Utöver "Jezebel" producerade Child även inledningsspåret "Live and Never Die" och titelspåret "Rise". Dessa låtar spelades in vid The Gentlemen's Club Studio i Nashville tillsammans med flera olika studiomusiker. Sammanlagt tog det tre år att färdigställa albumet.
Den 9 januari 2022, efter att ha spelat in samtliga låtar, meddelade gitarristen Pauli Rantasalmi att han hade valt att lämna bandet och ersattes kort därpå av Emilia Suhonen. Suhonen, känd från bland annat poprockbandet Tiktak, medverkar således inte på några av låtarna men står ändå listad som gitarrist i albumkonvolutet.

## Lansering
Albumet släpptes av Playground Music den 23 september 2022 i formaten digital nedladdning, CD och vinyl. Därtill lanserades en limited edition-box med albumet på både CD och vinyl samt en 4-spårig bonus-CD. Skivomslaget designades av Henrik Walse, som tidigare ansvarat för bandets design från Into till Black Roses. Det visar medlemmarna Heinonen, Ylönen, Hakala och Suhonen i monokrom mot en svart bakgrund.

### Singlar
I samband med bandets medverkan i Eurovision Song Contest 2022 släpptes deras bidrag "Jezebel" på singel den 16 januari 2022. Därefter gav de ut titelspåret "Rise" den 10 juni. En musikvideo gjordes även till "Live and Never Die", i regi av Georgius Misjura & Aleksei Kulikov.

## Mottagande
David Stubbs på Classic Rock gav albumet betyget 2.5/5.
Rise gick in på fjärde plats på den finska albumlistan vecka 39 2022 och nådde även plats 34 i Tyskland, 37 i Schweiz samt plats 39 på UK Digital Albums.

## Turné
Sommaren 2022 genomförde The Rasmus ett antal spelningar på musikfestivaler i Finland, Estland och Sverige. Därefter presenterades en europeisk turné på totalt 21 shower med start vid Markthalle i Hamburg den 10 oktober. Som förband till turnén valdes den amerikanska rockgruppen Icon for Hire.

## Låtlista
| Nr  | Titel              | Kompositör                                          | Längd |
| --- | ------------------ | --------------------------------------------------- | ----- |
| 1.  | Live and Never Die | Lauri Ylönen, Desmond Child                         | 3:54  |
| 2.  | Rise               | Ylönen, Child                                       | 3:54  |
| 3.  | Fireflies          | Ylönen, Eero Heinonen, Pauli Rantasalmi, Aki Hakala | 3:24  |
| 4.  | Be Somebody        | Ylönen, Heinonen, Rantasalmi, Hakala                | 4:08  |
| 5.  | Odyssey            | Ylönen, Heinonen, Rantasalmi, Hakala                | 2:49  |
| 6.  | Jezebel            | Ylönen, Child                                       | 3:10  |
| 7.  | Endless Horizon    | Ylönen, Heinonen, Rantasalmi, Hakala                | 3:46  |
| 8.  | Clouds             | Ylönen, Heinonen, Rantasalmi, Hakala                | 3:17  |
| 9.  | Written in Blood   | Ylönen, Heinonen, Rantasalmi, Hakala                | 3:22  |
| 10. | Evil               | Ylönen, Heinonen, Rantasalmi, Hakala                | 5:00  |

| 1. | Venomous Moon | Ylönen, Heinonen, Rantasalmi, Hakala | 3:45 |
| 2. | Bones         | Ylönen, Heinonen, Rantasalmi, Hakala | 3:48 |
| 3. | Dark Summer   | Ylönen, Heinonen, Rantasalmi, Hakala | 3:11 |
| 4. | Omen          | Ylönen, Heinonen, Rantasalmi, Hakala | 4:18 |

## Medverkande
| The Rasmus - Lauri Ylönen – sång - Eero Heinonen – bas, sång - Pauli Rantasalmi – gitarr, programmering (fram till januari 2022) - Emilia "Emppu" Suhonen – gitarr (efter januari 2022) - Aki Hakala – trummor Ytterligare musiker - Joy Adams – cello (spår 2) - Justin Benlolo – bakgrundssång (spår 1, 2 och 6) - Randy Cantor – keyboards, Vox-orgel (spår 2 och 6), stråkarrangemang (spår 2) - Miguel Comas – gitarr (spår 2 och 6) - Leo Dante – bakgrundssång (spår 1) - Simon Dumas – bakgrundssång (spår 1) - Neil Grimes – stråkarrangemang, piano, effekter (spår 10) - Rachel Grimes – cello (spår 10) - Turner Jalomo – bakgrundssång (spår 1) - Gabe Page – bakgrundssång (spår 1) - Clay Perry – keyboards och programmering (spår 1), ytterligare keyboards (spår 2) - Andy Reiner – fiol (spår 2) - David Santos – bas (spår 1) - Chris Willis – bakgrundssång (spår 1) | Produktion - Tor Bach Kristensen – mastering (alla spår utom 1, 2 och 6) - Desmond Child – produktion (spår 1, 2 och 6), stråkarrangemang (spår 2) - Brian Coleman – produktionschef (spår 1, 2 och 6) - Jared Conrad – ytterligare ljudtekniker (spår 1) - Kyle Duke – ytterligare ljudtekniker (spår 6) - Martin Hansen – produktion (bonuslåten "Venomous Moon") - Turner Jalomo – assisterande ljudtekniker (spår 1, 2 och 6) - Joshua – produktion (alla spår utom 1, 2 och 6), ljudmix (alla spår utom 1, 2 och 6), ytterligare programmering - Erno Laitinen – inspelning (spår 1) - Nino Laurenne – inspelning av trummor - Claudius Mittendorfer – ljudmix (spår 1, 2 och 6) - JC Monterrosa – inspelning (spår 1, 2 och 6) - Phil Nicolo – mastering (spår 6) - Claes Persson – mastering (spår 1, 2) - Jonas Parkkonen – inspelning (spår 2 och 6) - Landon Puckett – assisterande ljudtekniker (spår 1) - The Rasmus – inspelning - Jyri Riikonen – assisterande ljudtekniker (spår 6) - Venla Shalin – fotografi - Lance Van Dyke – ytterligare ljudteknik (spår 1, 2 och 6) - Henrik Walse – design |

Information från albumets häfte.

## Listplaceringar
| Lista (2022)                        | Högsta position |
| ----------------------------------- | --------------- |
| Finland (Finlands officiella lista) | 4               |
| Schweiz (Schweizer Hitparade)       | 37              |
| Storbritannien (UK Digital Albums)  | 39              |
| Tyskland (Offizielle Top 100)       | 34              |